# Pucrolia pulcherrima
Pucrolia pulcherrima is een hooiwagen uit de familie Gonyleptidae.